# الأمراض المدارية المهملة في الهند
الأمراض المدارية المهملة في الهند مجموعة من الأمراض الجرثومية والطفيلية والفيروسية والفطرية الشائعة في البلدان منخفضة الدخل ولا تلقى سوى القليل من التمويل لمعالجتها. الأمراض المدارية المهملة شائعة في الهند.
وصل عدد سكان الهند إلى نحو 1.3 مليار نسمة منذ عام 2018، وهو ثاني أكبر تعداد سكاني في العالم. ومع ذلك، لا يفسر ارتفاع عدد السكان التواتر الكبير للأمراض المدارية المهملة مقارنةً بالبلدان الأخرى. تحدث الأمراض المدارية المهملة في الهند في المناطق الفقيرة الحضرية والريفية على حد سواء.
تشمل الأمراض المدارية المهملة التي تؤثر بشكل خاص على الهند داء الأسكارس وعدوى الدودة الشصية وداء المسلكات وحمى الضنك وداء الفيلاريا والتراخوما والراعوم وداء الكيسات المذنبة والجذام وداء المشوكات وداء الليشمانيات الحشوي وداء الكَلَب.

## الأوالي

### داء الليشمانيات الحشوي (كالا آزار-الموت الأسود)
من الأهداف التي وضعتها الهند القضاء على داء الليشمانيات الحشوي. وتشمل خطوات القضاء على المرض الكشف المُنفعل والفاعل عن الحالات والتشخيص والعلاج المبكرين ودمج مكافحة نواقل المرض في العلاج الطبي.
أرادت الهند قبل عام 2000 القضاء على داء الليشمانيات الحشوي في البلاد وتوقعت تحقيق ذلك. في تلك السنوات، اتُبعت برامج مختلفة لمواصلة استخدام العلاجات الموجودة وتطوير علاجات جديدة. ولكن قرابة العام 2000، أفادت تقارير بأن الطفيليات التي تسبب داء الليشمانيات الحشوي قد طورت مقاومة للأنتيموان خماسي التكافؤ، الذي كان الدواء الشائع لعلاج المرض على مدى السنوات الخمسين السابقة. انتشر المرض مجددًا وأصبح مشكلة أكثر صعوبة من الناحية العلاجية. شكّل نقص الإبلاغ عن المرض في المناطق الأكثر فقرًا في الهند مشكلة سمحت للمرض بالانتشار. وكانت العلاجات الحديثة آنذاك باهظة الثمن.
أصبح علاج داء الليشمانيات الحشوي في الهند منذ نحو عام 2000 صعبًا. في عام 2017، احتوت الحكومة الهندية المرض في مناطق معينة وأرادت تسهيل الوصول إلى العلاج الطبي للقضاء على المرض في البلاد. وكانت الغاية حينها أن يصبح المرض في عام 2020 قليل الحدوث جدًا، وألا ينتشر أو يزداد مرة أخرى. استخدم الأطباء دواء لعلاج المرض قبل حدوث الشفاء وبعده، مع الحرص على استخدام كمية دوائية آمنة. بنى العمل الذي نفذته الوكالات الصحية في الهند للحد من المرض نماذجَ تعليمية للهند ولكل بلد آخر ستساعد في صياغة برامج الصحة العامة للقضاء على الأمراض المعدية الأخرى.

### داء المثقبيات الإفريقي
لا يشكل داء المثقبيات الإفريقي (داء النوم) مشكلة صحية في الهند. ويراقب الباحثون المرض. في عام 2005، مَرِض مزارع هندي بعد أن أصابته عدوى غير معتادة بنوع هندي من هذا الطفيلي يسمى المثقبية الإيفانسية.

### داء شاغاس
لا يشكل داء شاغاس مشكلة صحية في الهند. ويحدث داء شاغاس، مثل داء المثقبيات الإفريقي، بعد الإصابة بعدوى طفيلي من نوع المثقبيات. لا يوجد هذا الطفيلي في الهند.

## الديدان

### أدواء الديدان الطفيلية المنقولة عن طريق التربة
أدواء الديدان الطفيلية المنقولة عن طريق التربة مجموعة من الأمراض الطفيلية المختلفة تسببها الديدان الأسطوانية بأنواعها. تسبب دودة الصَفَر الأسطواني داء الصَفَر (داء الأسكارس)، وتسبب الدودة الشصية عدوى الدودة الشصية، وتسبب الدودة السوطية داء المسلكات. هذه الديدان متفاربة وتُطبق عليها استراتيجيات وقاية متشابهة. قدرت منظمة الصحة العالمية أنه في عام 2015، حصل 75% من الأطفال في الهند الذين أصيبوا بالديدان الطفيلية المنقولة عن طريق التربة على العلاج.

### داء الفيلاريا
توجد في الهند 40% من حالات داء الفيلاريا في العالم. بالنسبة للمريض، يشكل الاضطرار إلى التوقف عن العمل لفترة طويلة أهم مسببات ارتفاع تكلفة العلاج. وأفادت دراسة استقصائية في عام 2000 أن نحو نصف سكان الهند معرضون لخطر الإصابة بالفيلاريا. يصاب الرجال والنساء بهذا المرض على حد سواء، ولكن في الماضي، كان حصول النساء على العلاج بالطريقة العادية أكثر صعوبة.
في عام 1955 أنشأت الحكومة الهندية البرنامج الوطني لمكافحة الفيلاريا للحد من إصاباتها. وفي عام 1997 انضمت الهند إلى قرار جمعية الصحة العالمية للقضاء على داء الفيلاريا بحلول عام 2020. ولتحقيق هذا الهدف في الهند، يجب أن تكون الرعاية الصحية في متناول كل المعرضين لخطر الإصابة بالمرض. في عام 2015، أطلقت الحكومة الهندية حملة صحية تحت شعار (الهند الخالية من الفيلاريا) لتشجيع المشاركة العامة للقضاء على المرض.
بعد فوات بعض المواعيد النهائية في عام 2015 وقبل حلول الموعد المحدد للقضاء على المرض 2020، ناقشت وسائل الإعلام المختلفة كيف يمكن للهند تحقيق هذا الهدف وما يجب فعله في حال الحاجة إلى مزيد من الوقت.
وُصفت الأيورفيدا الداء في نصوص ساسروتا سامهيتا.

### داء المشوكات
داء المشوكات هو مرض طفيلي تسببه الديدان الشريطية.

### داء الكيسات المذنبة
داء الشريطيات وداء الكيسات المذنبة من الأمراض الطفيلية التي تسببها الديدان الشريطية، من عائلة الشريطيات.

### دودة غينيا - المُبادة
كان مرض دودة غينيا مرضًا استوائيًا مهملًا في الهند حتى عام 2000 حين أُبيد. في عام 2006 أعلنت الهند القضاء على الداء العُلّيقي بعد توقف الإبلاغ عن إصابات جديدة بالمرض منذ 2003.

### عدوى المثقوبات المنقولة بالأغذية
لا تشكل عدوى المثقوبات المنقولة بالأغذية مشكلة صحية في الهند.
من عام 1969 إلى عام 2012، ورد عدد قليل فقط من تقارير الإصابات بداء المتورقات (مرض ناتج عن عدوى بالمثقوبات المنقولة بالغذاء) في الهند. يتوطن المرض لدى الأبقار والجواميس والأغنام والماعز في الهند. أبلغت ورقة بحثية عام 2012 عن إصابتين بشريتين وحثت على الانتباه إلى أن العدوى البشرية قد تكون أكثر انتشارًا.

### داء كلابية الذنب
لا يشكل داء كلابية الذنب (العمى النهري) مشكلة في الهند.
ظهرت إصابة غير اعتيادية في الهند.

### البلهارسيا
لا تشكل البلهارسيا مشكلة في الهند.
أفاد تقرير صدر عام 2015 بأن داء البلهارسيا قد يكون موجودًا في الهند، رغم عدم ورود تقارير تبلغ عن إصابات. تحدثت ورقة بحثية عام 1952 عن وجود المرض في قرية هندية وتعامل محققي منظمة الصحة العالمية معه ومحاولة تحديد مصدره. في الماضي، لم تكن تلك الورقة القديمة أمرًا معتادًا، وهذا المرض غير شائع في الهند أو يصعب اكتشافه.

## الفطور

### الورم الفطري
الورم الفطري هو عدوى تحت الجلد سببها في الهند فطري أو جرثومي. وفي راجستان، عادة ما يكون السبب فطريًا، ولكن في أماكن أخرى من الهند، يكون السبب جرثوميًا.
أظهرت الدراسات الاستقصائية الصحية الصغيرة أن الورم الفطري شائع في وسط الهند.
علاج المرض صعب. ويكون العلاج الفطري غير فعالًا على الجراثيم والعكس صحيح. فترة علاج الجراثيم أطول.
في عام 1874، كتب هنري فاندايك كارتر، وهو جراح بريطاني، كتابًا بعنوان عن الورم الفطري، أو مرض الهند الفطري.

## بكتيريا

### جذام
من عام 1983 حتى عام 2005 نظمت الهند برامج ناجحة للقضاء على الجذام باعتباره مشكلة صحية عامة. خفضت هذه البرامج عدد الأشخاص المصابين بالجذام في الهند من 58 في 10,000 إلى 1 في 10,000، إلا أنها لم تقضي على الجذام نهائيًا. القضاء التام على المرض ممكن في المستقبل القريب. ويعد البرنامج الوطني للقضاء على الجذام جزءًا من الحل الحكومي لإنهاء المرض.
في حال توقف التدخل الصحي، يمكن أن ترتفع معدلات الإصابة بالجذام ويضيع كل التقدم.
ذكرت دراسة أجريت عام 2018 أن الهند تبلي بلاء حسنًا في كشف حالات الجذام في المناطق الفقيرة، ولكنها غالبًا ما تفوت الإصابات في الأماكن الأكثر دخلًا.
شرح تقرير صدر عام 2019 كيف يمكن للتكنولوجيا المتاحة أن تسهل الكشف عن الجذام وعلاجه في الهند.